# Laroque-de-Fa
Laroque-de-Fa è un comune francese di 158 abitanti situato nel dipartimento dell'Aude nella regione dell'Occitania.

## Società

### Evoluzione demografica
Abitanti censiti